# История биологии
История биологии исследует развитие биологии — науки, изучающей фундаментальные (наиболее общие) свойства и законы эволюционного развития живых существ. Предметом истории биологии являются выявление и обобщённый анализ основных событий и тенденций в развитии биологического знания.
До XIX века зоология, ботаника, анатомия и физиология были частью «пакета знаний», называвшегося «натуральная философия» и соединявшего позитивные сведения о природных явлениях с умозрительными фантазиями и ошибочными заключениями о причинах этих явлений. История биологии как самостоятельной науки оформляется в XIX веке с появлением эволюционной биологии и клеточной теории.
В XX веке жизнь стала активно изучаться не только на клеточном уровне (и всего организма), но также на молекулярном, и на уровне популяций, сообществ, и экосистем. Появились синтетическая теория эволюции, молекулярная биология, и теория стресса. Но количество нерешённых проблем биологии по-прежнему велико, и это стимулирует деятельность биологов по дальнейшему развитию данной науки.

## Ранние представления о жизни

### Античность
Основы знаний о животных и растениях были заложены в трудах Аристотеля и его ученика Теофраста. Важную роль сыграли сочинения Диоскорида, составившего описания лекарственных веществ (и среди них около 600 растений), и Плиния, попытавшегося собрать сведения обо всех природных телах в своей «Естественной истории».
От Аристотеля (384—322 до н. э.) осталось значительное количество сочинений, посвящённых животным. В трактатах «О частях животных» и «История животных» Аристотель рассмотрел вопрос о том, каким образом следует заниматься познанием животных, заниматься одним животным за другим по отдельности или же сначала познавать общее для всех, а потом все более и более частное, и сделал выбор в пользу второго способа. В развитие этого замысла, он, с одной стороны, разработал принципы, которыми следует руководствоваться, когда формулируешь определения тех или иных групп животных, перечисляя их сущностные свойства. С другой стороны, он сделал ряд наблюдений в поисках необходимых связей между отдельными свойствами животных. Например, о том, что все животные, у которых ноги раздвоены (парнокопытные) жуют жвачку. В работе «О порождении животных» Аристотель рассмотрел вопросы о размножении и развитии животных. Кроме этого, ему же принадлежит ещё ряд небольших зоологических трактатов. К зоологическим произведениям Аристотеля, с одной стороны, примыкают сочинения по логике, с другой — трактат «О душе». Описания строения и образа жизни различных животных в работах Аристотеля порой были весьма точны, но многие места впоследствии пострадали от ошибок при переписывании и переводах через несколько языков. Среди прочего, он первым описал так называемый «аристотелев фонарь» — обызвествленное вооружение ротового аппарата морских ежей и живорождение у акул.
Книга Теофраста (370—280-е до н. э.) «Исследования о растениях» развивала идеи Аристотеля о необходимости формулировать определения на основе сущностных свойств, но на этот раз — в отношении растений.

### Средние века
Упадок Римской империи сопровождался исчезновением или деградацией прежнего знания, хотя врачи включили многое из достижений античности в свою практику. Завоевание значительной части территорий империи арабами привело к тому, что труды Аристотеля и других античных авторов сохранились в переводе на арабский.
Средневековая арабская медицина, наука и философия сделали важный вклад в развитие знания о жизни в VIII—XIII веках, в период так называемого золотого века ислама, или исламской аграрной революции. Например, в зоологии Аль-Джахиз (781—869 гг.) уже тогда высказывал идеи об эволюции и пищевых цепях. Он же был ранним представителем географического детерминизма, философского учения о влиянии природных условий на национальный характер и развитие национальных государств. Иранский автор Абу Ханифа ад-Динавари (828—895) считается основателем арабской ботаники. В своей «Книге растений» он описал более 637 видов растений и обсуждал фазы роста и развития растения. В анатомии и физиологии персидский врач Ар-Рази (865—925 гг.) экспериментально опроверг учение Галена о «четырех жизненных соках». Прославленный врач Авиценна (980—1037 гг.) в своем труде «Канон врачебной науки», до XVII в. остававшемся настольной книгой европейских медиков, ввел понятие о клинических исследованиях и фармакологии. Испанский араб Ибн Зухр (1091—1161 гг.), путём вскрытия доказал, что чесотку вызывает подкожный паразит, а также ввел экспериментальную хирургию и медицинские исследования на животных. Во время голода в Египте в 1200 году Абд аль-Латиф аль-Багдади наблюдал и изучал строение человеческих скелетов.
Лишь немногие европейские учёные приобрели известность в Средние века. Среди них Хильдегарда Бингенская, Альберт Великий и Фридрих II (император Священной Римской империи) составили канон естественной истории для ранних европейских университетов, в которых медицина значительно уступала преподаванию философии и богословия.

### Возрождение
Одним из пионеров новой биологической науки был великий анатом Андреас Везалий (1514-1564), представитель Брюссельской медицинской школы. Его знаменитый труд "О строении человеческого тела" (1543 г.), основанный на тщательном изучении человеческих трупов, радикально опроверг многие устоявшиеся в Средние века представления и ошибки, восходящие к античным авторитетам - Галену и Аристотелю. Везалий дал первое научно обоснованное описание строения скелета, мышц, кровеносной и нервной систем человека, став основоположником современной анатомии.
Другой важнейший прорыв в познании живых организмов связан с именем швейцарского ученого Конрада Геснера (1516-1565). Этот энциклопедически образованный человек, известный как "Плиний Северный" своего времени, выпустил грандиозный труд "История животных" в 4-х томах (1551-1558 гг.), где собрал и систематизировал огромный фактический материал по зоологии. Геснер стал первым, кто предложил научную классификацию животных царства, основанную на сходстве их анатомического строения. Именно он впервые ввел понятие "вид" применительно к биологическим объектам.
Не меньший вклад в становление биологии 16 века внес бельгиец Ремберт Додонеус (1517-1585). Будучи ботаником и врачом, он опубликовал обширный труд "История растений" (1554 г.), где дал подробные описания более 1500 видов растений, их морфологии, биологии, медицинских и хозяйственных применений. Додонеус заложил основы систематики высших растений, применив классификацию, основанную на сходстве внешнего облика организмов.
Среди других выдающихся натуралистов того времени следует отметить французского врача и травника Пьера Белона (1517-1564), который внес значительный вклад в сравнительную анатомию позвоночных животных и описание их поведения. Немецкий ботаник Леонарт Фукс (1501-1566) создал первые научные иллюстрации растений и заложил основы ботанической терминологии. А итальянский врач Джироламо Фракасторо (1478-1553) выдвинул принципиально новую теорию болезней, связав их с микроскопическими "семенами" (прообраз современных микробов).

### XVII век
Наиболее важные события XVII века — становление методической естественной истории, заложившей основы систематики животных и растений; развитие анатомии и открытие второго круга кровообращения; начало микроскопических исследований, открытие микроорганизмов и первое описание клеток растений, сперматозоидов и эритроцитов животных.
К XVII веку относится завершение традиции «травников». Швейцарский врач и ботаник Каспар Баугин в своем труде «Pinax Theatri Botanici» собрал все известные на тот момент виды растений (около 6000), уточнив синонимы. Это была последняя сводка такого размаха, в которой все ещё использовались приемы «народной таксономии». Группы растений в работе Боэна не имели характеристик, указывавших на их отличительные признаки. Названия растений формировались, по-прежнему, без строгих правил, иногда путём добавления слов-модификаторов к названию, данному древнегреческими или древнеримскими авторами, иногда путём латинизации туземных названий растений. Боэн был знаком с книгой Чезальпино, но не видел смысла в применении метода, считая установление синонимики более важной задачей. Вместе с тем, с середины XVII века появляется все больше работ, написанных в традиции методической естественной истории, отталкивавшейся от труда Чезальпино.
Значительные перемены наблюдаются в области анатомии и физиологии животных и растений. Английский врач Уильям Гарвей (1578—1657), производя опыты с кровообращением и вскрытия животных, сделал ряд важных открытий. Он обнаружил венозные клапаны, создающие препятствие для тока крови в обратном направлении, показал изоляцию правого и левого желудочков сердца и открыл малый круг кровообращения (аналогичное открытие сделал незадолго до него Мигель Сервет, сожженный кальвинистами за свои богословские взгляды). Ян Сваммердам (1637—1680) и Марчелло Мальпиги (1628—1694) описали внутреннее строение многих беспозвоночных животных. Мальпиги описал сосуды растений и путём экспериментов показал наличие восходящего и нисходящего тока в разных сосудах.
Итальянский естествоиспытатель Франческо Реди (1626—1698) экспериментально доказал невозможность самозарождения мух из гнилого мяса (затянув часть горшков с гнилым мясом кисеей, он смог воспрепятствовать откладке яиц мухами). Уже упоминавшийся Уильям Гарвей сделал детальное описание развития цыпленка и ряда других животных и высказал предположение, что все они так или иначе развиваются из яиц, хотя наблюдать яйца непосредственно он и не мог.
Наконец, в XVII веке сформировалась совершенно новая область исследований, связанная с изобретением микроскопа. Опубликованный Робертом Гуком (1635—1703) трактат «Микрография», посвященный описанию наблюдений при помощи микроскопа ряда объектов живой и неживой природы (срез пробки, блоха, муравей, кристаллы соли и др.), а также материальной культуры (острие иглы, лезвие бритвы, точка в книге и др.), вызвал широкий общественный резонанс. Помимо того, что он служил источником вдохновения Джонатана Свифта в некоторых фрагментах «Путешествий Гулливера», он создал моду на микроскопические исследования, в том числе и биологических объектов. Одним из ревностных любителей-микроскопистов стал голландский ремесленник Антони ван Левенгук (1632—1723), который вел наблюдения при помощи изготовленных им простых микроскопов и отсылал результаты наблюдений для публикации в Лондонское королевское общество. Левенгуку удалось описать и зарисовать целый ряд микроскопических существ (коловраток, инфузорий, бактерий), красные кровяные тельца, сперматозоиды человека.

### XVIII век
Параллельное развитие естественной истории с одной стороны и анатомии и физиологии с другой подготовило почву для возникновения биологии. В области естественной истории наиболее значимыми событиями стали публикация «Системы природы» Карла Линнея и «Всеобщей естественной истории» Жоржа Бюффона.
Исследования Альбрехта фон Галлера и Каспара Фридриха Вольфа значительно расширили знания в области эмбриологии животных и развития растений. В то время как Галлер придерживался концепции преформизма, Вольф отстаивал идеи эпигенеза. Наблюдения за ранним развитием цыпленка позволили Вольфу на примере образования трубчатой кишки из первоначально плоского зачатка показать, что развитие нельзя свести к чисто количественному росту без качественных преобразований.

## Зарождение биологии
Слово «биология» время от времени появлялось в работах естествоиспытателей и до XIX века, однако смысл его был в то время совершенно иным. Карл Линней, например, называл «биологами» авторов, составлявших жизнеописания ботаников. На рубеже XVIII и XIX веков сразу три автора (Бурдах, Тревиранус, Ламарк) использовали слово «биология» в современном смысле для обозначения науки о общих особенностях живых тел. Готфрид Рейнгольд Тревиранус даже вынес его в заглавие научного труда «Biologie; oder die Philosophie der lebenden Natur» («Биология или философия живой природы») 1802 года. Он использовал этот термин для описания новой научной дисциплины, которая изучает все аспекты жизни, включая структуру, функцию, рост, происхождение, эволюцию и распределение живых организмов.
В 1803 году французский натуралист Жан-Батист Ламарк опубликовал свою книгу "Hydrogéologie" ("Гидрогеология"), в которой он также использовал термин "биология". Ламарк считал, что биология должна быть отдельной научной дисциплиной, отличной от других естественных наук.
В 1813 году шведский натуралист Карл Адольф Агард опубликовал свою книгу "Lärobok i naturläran" ("Учебник естествознания"), в которой он использовал термин "биология" для обозначения раздела естествознания, который изучает живые организмы.
К середине 19 века термин "биология" стал широко использоваться в научном сообществе. В 1860 году Томас Генри Хаксли опубликовал свою книгу "Evidence as to Man's Place in Nature" ("Доказательства положения человека в природе"), в которой он использовал термин "биология" для описания научного изучения живых существ. В конце 19 века термин "биология" стал общепринятым названием научной дисциплины, изучающей жизнь.
В самом начале века Алессандро Вольта изобрел батарею Вольты, что позволило ученым изучать электрические явления в растениях. Благодаря чему Эмиль Дюбуа-Реймон в 1848 года открыл электрическую природу нервных импульсов.
В 1801 году французский анатом и врач Франсуа Биша вводит термин "ткань" (фр. tissu). 
В 1820-е годы французский врач Рене Лаэннек изобретает стетоскоп – медицинский прибор, используемый для прослушивания звуков сердца и легких. 
В 1822 году Мэри Эннинг обнаружила первый полный скелет ихтиозавра. А в 1841 году Ричард Оуэн ввел термин "динозавр" для обозначения группы ископаемых рептилий. Оуэн заметил, что у этих рептилий были общие характеристики, такие как большие размеры, толстые ноги и длинные хвосты. Он считал, что эти рептилии представляют собой новую и ранее неизвестную группу, которую он назвал "Dinosauria", что в переводе с греческого означает "ужасные ящеры".
Чарльз Элтон в 1825 году ввел понятие пищевой цепи.
В 1828 году Карл Эрнст фон Бэр описал стадии эмбрионального развития, включая формирование зародышевых листков. Бэр также обнаружил, что зародыши разных видов животных на ранних стадиях развития выглядят очень похожими, что свидетельствует об общем происхождении всех позвоночных.
Чарльз Лайель в 1830-е годы разработал принцип униформизма в геологии. 
Роберт Броун в 1831 году открыл ядро клетки и движение частиц в жидкости (броуновское движение).
В 1838 году Теодор Шванн и Матиас Шлейден выдвинули клеточную теорию, согласно которой все живые организмы состоят из клеток, впоследствии в середине столетия в 1855 году Рудольф Вирхов постулировал, что клетки возникают только из других клеток (лат. Omnis cellula e cellula).
В 1847 году Карл Людвиг изобрел кимограф, прибор для записи физиологических изменений.
Первые теории эволюции восходят ещё ко временам Древней Греции к философам Анаксимандру и Эмпедоклу. В дальнейшем Жорж-Луи Леклерк де Бюффон (1707-1788) предложил идею о том, что виды могли изменяться с течением времени под воздействием окружающей среды. А Эразм Дарвин (1731-1802), дед Чарльза Дарвина, выдвинул теорию о том, что все живые существа произошли от общего предка. Ещё в 1809 году Жан-Батист Ламарк (1744-1829) предложил первую полноценную теорию ламаркизма, согласно которой приобретенные характеристики могут наследоваться. Согласно теории Ламарка, предки жирафа имели шеи средней длины. Однако тем жирафам, которые могли немного вытянуть шею, чтобы достать листья с более высоких деревьев, было преимущество в выживании.
Поскольку эти жирафы выживали и размножались, они передавали свои слегка удлиненные шеи своему потомству. Со временем, в результате последовательных поколений использования и наследования, шеи жирафов становились все длиннее. Теория Ламарка была популярна в свое время, но позже была дискредитирована, поскольку не было найдено никаких доказательств того, что приобретенные характеристики могут наследоваться. Тем не менее, теория Ламарка внесла важный вклад в развитие мышления об эволюции и заложила основу для будущих теорий, таких как теория естественного отбора Дарвина.
В 1859 году британские натуралисты Чарльз Роберт Дарвин и Альфред Рассел Уоллес независимо друг от друга опубликовали теорию эволюции путем естественного отбора. Томас Генри Хаксли в 1860-е годы ввел термин "эволюция" и был одним из самых ярых сторонников теории Дарвина.
А в 1865 году австрийский монах Грегор Мендель опубликовал свои законы наследования, которые объяснили, как черты передаются от родителей к потомкам.
Сэр Чарльз Дарвин в 1871 году опубликовал свою книгу "Происхождение человека и половой отбор", в которой изложил теорию об эволюции человека из Африки. Он утверждал, что люди произошли от общего предка с другими приматами. Хотя ещё раньше один из друзей Дарвина геолог Эрнст Геккель в 1866 году предположил гипотезу происхождения человека от обезьяноподобного предка.
Химики того времени усматривали принципиальное различие между органическими и неорганическими веществами, в частности, в таких процессах как ферментация и гниение. Со времен Аристотеля они считались специфически биологическими. Однако Фридрих Вёлер и Юстус Либих, следуя методологии Лавуазье, показали, что органический мир уже тогда часто мог быть проанализирован физическими и химическими методами. В 1828 году Вёлер химически, то есть без применения органических веществ и биологических процессов, синтезировал органическое вещество мочевину, представив тем самым первое доказательство для опровержения витализма. Затем было обнаружено каталитическое действие бесклеточных экстрактов (ферментов) на химические реакции, благодаря чему к концу XIX в. была сформулирована современная концепция ферментов, хотя математическая теория ферментативной кинетики появилась только в начале XX века.
Физиологи, такие как Клод Бернар, с помощью вивисекции и другими экспериментальными методами исследовали химические и физические свойства живого тела, закладывая основы эндокринологии, биомеханики, учения о питании и пищеварении. Во второй половине XIX в. разнообразие и значимость экспериментальных исследований как в медицине, так и в биологии непрерывно возрастали. Главной задачей стали контролируемые изменения жизненных процессов, и эксперимент оказался в центре биологического образования.
В 1862 году Юлиус фон Сакс открыл процесс фотосинтеза, превращения света в химическую энергию в растениях.
Эдвард Дринкер Коп в 1868 году открыл ископаемые останки археоптерикса, переходного звена между рептилиями и птицами.
В 1869 году Эрнст Геккель ввел термин "экология" для обозначения изучения взаимодействия живых организмов с их средой обитания. Впоследствии уже в 1877 году Карл Мёбиус описал концепцию биоценоза, сообщества взаимодействующих организмов в экосистеме.
В 1876 году Роберт Кох разработал методы окрашивания бактерий и идентифицировал бактерии, вызывающие сибирскую язву и туберкулез. А в 1884 году Ханс Кристиан Грам разработал метод окрашивания бактерий, который до сих пор используется для классификации бактерий.
Вальтер Флемминг в 1879 году описал процесс митоза, деления клеток, которое приводит к образованию двух дочерних клеток с идентичным набором хромосом.
В 1887 году Эдуард ван Бенеден открыл центросому, органеллу, которая играет важную роль в делении клеток.

## XX век
В XX веке с переоткрытием законов Менделя начинается бурное развитие генетики. К 1920-м гг. не только формируется хромосомная теория наследственности, но и появляются первые работы, ставящие своей задачей интеграцию нового учения о наследственности и теории эволюции. После Второй мировой войны начинается развитие молекулярной биологии. Во второй половине XX века был достигнут значительный прогресс в изучении жизненных явлений на клеточном и молекулярном уровне.

### Классическаягенетика
1900 год ознаменовался «переоткрытием» законов Менделя. Де Фриз и другие исследователи независимо друг от друга пришли к пониманию значимости работ Менделя.Вскоре после этого цитологи пришли к выводу, что клеточными структурами, несущими генетический материал, скорее всего являются хромосомы. В 1910—1915 гг. Томас Хант Морган и его группа, работавшая на плодовой мушке дрозофиле, разработала «менделевскую хромосомную теорию наследственности». Следуя примеру Менделя, они исследовали явление сцепления генов с количественной точки зрения и постулировали, что в хромосомах гены расположены линейно, как бусы на нитке. Они начали создавать карты генов дрозофилы, которая стала широко используемым модельным организмом сначала для генетических, а затем и молекулярно-биологических исследований.
Де Фриз пытался соединить новую генетическую теорию с теорией эволюции. Он первым предложил термин мутация для изменений генов. В 1920—1930-х годах появилась популяционная генетика. В работах Фишера, Холдейна и других авторов теория эволюции, в конце концов, объединилась с классической генетикой в синтетической теории эволюции.
В СССР развитие науки задержалось из-за событий 1948 года.
Во второй половине XX века идеи популяционной генетики оказали значительное влияние на социобиологию и эволюционную психологию. В 1960-х годах для объяснения альтруизма и его роли в эволюции через отбор потомков, появилась математическая теория игр. Дальнейшей разработке подверглась и синтетическая теория эволюции, в которой появилось понятие о дрейфе генов и других процессах, важных для появления высокоразвитых организмов, которая объясняла причины быстрых эволюционных изменений в исторически короткое время, ранее составлявших базу для «теории катастроф». В 1980 году Луис Альварес предложил метеоритную гипотезу вымирания динозавров. Тогда же в начале 1980-х годов были статистически исследованы и другие явления массового вымирания в истории земной жизни.

### Биохимия
К концу XIX в. были открыты основные пути метаболизма лекарств и ядов, белка, жирных кислот и синтеза мочевины. В начале XX в. началось исследование витаминов. Улучшение техники лабораторных работ, в частности, изобретение хроматографии и электрофореза стимулировало развитие физиологической химии, и биохимия постепенно отделилась от медицины в самостоятельную дисциплину. В 1920-х — 1930-х годах Ханс Кребс, Карл и Герти Кори начали описание основных путей метаболизма углеводов: цикла трикарбоновых кислот, гликолиза, глюконеогенеза. Началось изучение синтеза стероидов и порфиринов. Между 1930-ми и 1950-ми годами Фриц Липман и другие авторы описали роль аденозинтрифосфата как универсального переносчика биохимической энергии в клетке, а также митохондрий как её главного источника энергии. Эти традиционно биохимические области исследования продолжают развиваться до сих пор.

### Происхождениемолекулярной биологии
В связи с появлением классической генетики многие биологи, в том числе, работающие в области физико-химической биологии, пытались установить природу гена. Для этой цели Фонд Рокфеллера учредил несколько грантов, а чтобы обозначить задачу, глава научного отдела Фонда Уоррен Уивер ещё в 1938 году использовал термин молекулярная биология. Он и считается автором наименования этой области биологии.
Как и биохимия, смежные дисциплины бактериология и вирусология (позже объединённые в виде микробиологии) в то время бурно развивались на стыке медицины и других естественных наук. После выделения бактериофага начались исследования вирусов бактерий и их хозяев. Это создало базу для применения стандартизированных методов работы с генетически однородными микроорганизмами, которые давали хорошо воспроизводимые результаты, и позволило заложить основы молекулярной генетики.
Кроме микроорганизмов объектами генетических экспериментов стали мушка дрозофила, кукуруза и хлебная плесень, нейроспора густая, что позволило применять также методы биохимии, а появление электронного микроскопа и высокоскоростных центрифуг позволило пересмотреть даже само понятие «жизнь». Понятие о наследственности у вирусов, воспроизведение внеядерных нуклеопротеиновых структур усложнили ранее принятую теорию менделевских хромосом.
В 1941 году Бидл и Тейтем сформулировали свою гипотезу «один ген — один фермент». В 1943 году Освальд Эйвери, продолжая работу, начатую Фредериком Гриффитом, показал, что генетическим материалом в хромосомах является не белок, как думали ранее, а ДНК. В 1952 году этот результат был подтвержден в эксперименте Херши — Чейз, и это был лишь один из многих важных результатов, достигнутых так называемой фаговой группой Дельбрюка. Наконец, в 1953 году Уотсон и Крик, основываясь на работе Мориса Уилкинса и Розалинды Франклин, предложили свою знаменитую структуру ДНК в виде двойной спирали. В своей статье «Molecular structure of Nucleic Acids» («Молекулярная структура нуклеиновых кислот») они заявили: «От нашего внимания не укрылось то, что специфическое спаривание, которое мы постулировали, одновременно позволяет сделать предположение о механизме копирования генетического материала». Когда через несколько лет механизм полуконсервативной репликации был подтвержден экспериментально, большинству биологов стало ясно, что последовательность оснований в нуклеиновой кислоте каким-то образом определяет и последовательность аминокислотных остатков в структуре белка. Но идею о наличии генетического кода сформулировал не биолог, а физик Георгий Гамов.

### Развитие биохимии и молекулярной биологии во второй половине XX века
Расшифровка генетического кода заняла несколько лет. Эта работа была выполнена главным образом Ниренбергом и Кораной и закончена к концу 1960-х годов. Тогда же Перуц и Кендрю из Кембриджа впервые применили рентгеноструктурный анализ в сочетании с новыми возможностями вычислительной техники для исследования пространственной структуры белков. Жакоб и Моно из Института Пастера исследовали строение lac оперона и открыли первый механизм регуляции генов. К середине 1960-х годов основы молекулярной организации метаболизма и наследственности были установлены, хотя детальное описание всех механизмов только начиналось. Методы молекулярной биологии быстро распространялись в другие дисциплины, расширяя возможности исследований на молекулярном уровне. Особенно это было важно для генетики, иммунологии, эмбриологии и нейробиологии, а идеи о наличии «генетической программы» (этот термин был предложен Жакобом и Моно по аналогии с компьютерной программой) проникли и во все остальные биологические дисциплины.
В иммунологии в связи с достижениями молекулярной биологии появилась теория клональной селекции, которую развивали Ерне и Бёрнет. В биотехнологии появление генной инженерии, начиная с 1970-х годов, привело к появлению широкого спектра продуцентов новых продуктов, в частности, лекарственных препаратов, таких как треонин и инсулин.
Генетическая инженерия основана прежде всего на применении техники рекомбинантных ДНК, то есть таких молекул ДНК, которые искусственно перестроены в лаборатории путём рекомбинации их отдельных частей (генов и их фрагментов). Для разрезания ДНК применяют специальные ферменты рестриктазы, которые были открыты в конце 1960-х годов. Сшивание кусков ДНК катализирует другой фермент, лигаза. Так можно получить и ввести в бактерии ДНК, содержащую, например, ген резистентности к определённому антибиотику. Если бактерия, получив рекомбинантную ДНК, переживет трансформацию, она начнет размножаться на среде, содержащей данный антибиотик, и это будет обнаружено по появлению колоний трансгенного организма.
Принимая во внимание не только новые возможности, но и потенциальную угрозу от применения таких технологий (в частности, от манипуляций с микроорганизмами, способными переносить гены вирусного рака) научное сообщество ввело временный мораторий на научно-исследовательские работы с рекомбинантными ДНК до тех пор, пока в 1975 году на специальной конференции не были выработаны рекомендации по технике безопасности при такого рода работах. После этого наступил период бурного развития новых технологий.
К концу 1970-х годов появились методы определения первичной структуры ДНК, химического синтеза коротких фрагментов ДНК (олигонуклеотидов), введения ДНК в клетки человека и животных (трансфекция). Чтобы работать с генами человека и животных, необходимо было разобраться с различиями в устройстве генов прокариот и эукариот. Эта задача была в целом решена благодаря открытию сплайсинга.
К 1980-м годам определение первичных последовательностей белков и нуклеиновых кислот позволило использовать их как признаки для систематики и особенно кладистики; так появилась молекулярная филогенетика. К 1990 г на основании сравнительного анализа нуклеотидных последовательностей 16S рРНК Карл Вёзе предложил новую систему живых существ: царство монер было разделено на два домена эубактерий и архей, а остальные четыре царства (протист, грибов, растений и животных) — объединены в один домен эукариот.
Появление в 1980-х годах техники ПЦР значительно упростило лабораторную работу с ДНК и открыло возможность не только для открытия новых ранее неизвестных генов, но и для определения всей нуклеотидной последовательности целых геномов, то есть для исчерпывающего описания структуры всех генов организма. В 1990-х годах эта задача была в целом решена в ходе выполнения международного проекта «Геном человека».

## XXI век и новые рубежи
По мнению Карла Вёзе (шире — по мнению Вёзе и Голденфельда), биология XXI века — это фундаментальная наука, основанная на эволюционных взглядах, подходящая к изучению жизни не при помощи редукционизма, как в XX веке, а при помощи холизма. После завершения проекта «Геном человека» было начато и проведено множество международных проектов: ENCODE, 1000 геномов, Протеом человека, FANTOM — связанных с системной биологией, а также такие проекты как OpenWorm, Human Brain Project, и т. д.
Одной из отличительных черт биологии XXI века является гражданская наука, ранее куда менее развитая. Примером могут служить такие проекты как EyeWire и Foldit.

## Историография биологии
По мнению историка науки Даниила Лебедева, отношение к изучению источников знаний в различных разделах исторической науки сильно отличается, но относительно биологии можно сказать, что по уровню развития историографии эта дисциплина занимает одно из последних мест.